# Андрес Гомез
Андрес Гомез Сантос (шп. Andrés Gómez Santos, 27. фебруар 1960) је бивши еквадорски тенисер.

## Каријера
Андрес Гомез је започео професионалну каријеру 1979. Рани успех у каријери дошао је углавном у дубл конкуренцији. Освојио је пет титула 1980, а седам у 1981. години.
Године 1986. Гомез је стигао до светског броја 1 у дублу. Освојио је УС Опен у мушком дублу а партнер му је био српски тенисер Слободан Живојиновић. Гомез је освојио другу Гренд слем титулу у дублу 1988. на Отвореном првенству Француске (партнер Емилио Санчез).
Највећи успех у каријери Гомез је направио 1990. када је освојио гренд слем у појединачној конкуренцији на Ролан Гаросу. Победио је тада деветнаестогодишњег Андреа Агасија у четири сета (6-3, 2-6, 6-4, 6-4). Гомезов најбољи пласман на АТП листи је четврто место.

## Гренд Слем финала

### Појединачно 1 (1–0)
| Исход  | Година | Турнир      | Подлога | Противник   | Резултат           |
| Победа | 1990.  | Ролан Гарос | Шљака   | Андре Агаси | 6–3, 2–6, 6–4, 6–4 |

### Парови 2 (2–0)
| Исход  | Година | Турнир      | Подлога | Партнер              | Противници                   | Резултат                |
| Победа | 1986   | УС Опен     | Тврда   | Слободан Живојиновић | Јоаким Нистром Матс Виландер | 4–6, 6–3, 6–3, 4–6, 6–3 |
| Победа | 1988   | Ролан Гарос | Шљака   | Емилио Санчез        | Џон Фицџералд Андерс Јарид   | 6–3, 6–7, 6–4, 6–3      |